# Diego Quispe Tito

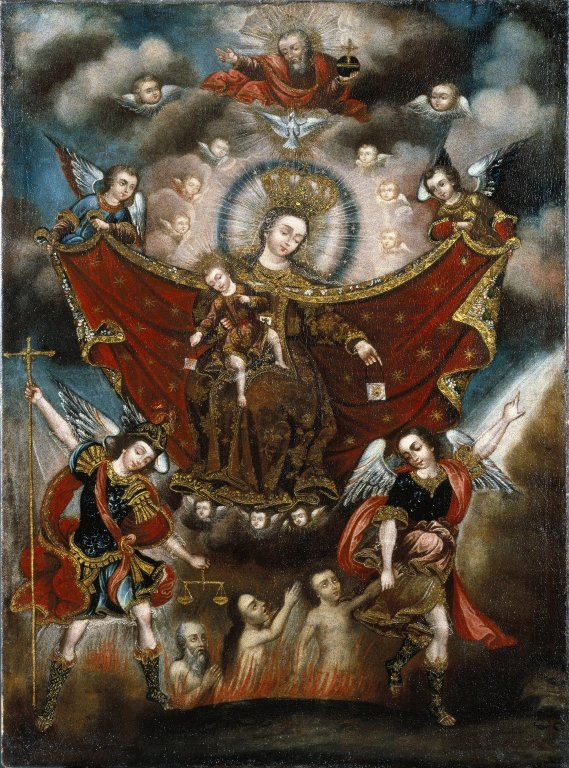
Brooklyn Museum, La Beata Vergine del Monte Carmelo salva le anime del Purgatorio

Diego Quispe Tito (Cusco, 1611 – Cusco, 1681) è stato un pittore peruviano di etnia quechua.

## Biografia
Diego Quispe Tito nasce a Cusco in una famiglia della nobiltà incaica. Lavorò principalmente nel distretto di San Sebastián.
Il primo dipinto firmato da Quispe Tito è un'Immacolata concezione del 1627, ritratta nella maniera tipica della scuola di Cusco. I suoi lavori sono nello stile del manierismo spagnolo e della pittura fiamminga. Si ritiene che Quispe Tito sia entrato in contatto con questi stili pittorici attraverso il gesuita italiano Bernardo Bitti, che in quel periodo abitava a Cuzco. Inoltre si ritiene che in gioventù Quispe Tito abbia conosciuto Luis de Riaño e che dunque abbia tratto ispirazione dallo stile dell'artista più esperto. Il de Riaño, pittore di Lima, si era formato nella bottega di Angelino Medoro e questo porta a pensare che abbia ricevuto un'influenza anche dall'arte italiana.
Quispe Tito fu influenzato nel suo lavoro da incisioni provenienti dalle Fiandre. Infatti, il suo lavoro più conosciuto, i Segni dello Zodiaco del 1681, sito nella Cattedrale di Cusco, è una serie di copie di un'incisione fiamminga. Queste incisioni trovarono ampia diffusione in Perù perché le credenze legate al sole, alla luna e alle stelle erano ancora praticate in alcune regioni del Paese ed erano state disegnate per incoraggiare la fede in Cristo e nei suoi miracoli piuttosto che i segni zodiacali. Una serie ulteriore venne prodotta da Quispe Tito, sempre su modelli fiamminghi, con la rappresentazione di alcune scene della vita di Giovanni Battista e che risalgono al 1663.
Quispe Tito incorporò in questi lavori diversi elementi personali; il più noto è l'utilizzo di gilde e la rappresentazione di paesaggi con angeli ed uccelli. Nel 1667 dipinse diverse scene della vita di Cristo che vennero mandate a Potosí.
Quispe Tito morì a Cusco nel 1681.